# Die Geschichte von Marjam der Beduinin aus dem Hidschâz
Die Geschichte von Marjam der Beduinin aus dem Hidschâz ist ein arabisches Volksmärchen.

## Handlung
Ein alter Mann begab sich einmal auf Pilgerfahrt, woraufhin sich seine Tochter, die Beduinin Marjam vierzig Sklavinnen kaufte und ihr Leben genoss. Eine alte Nachbarin hatte zuvor jedoch gehört, wie der Alte mit seiner Tochter über die zubereitete Wegzehrung sprach, wobei von Gänsen, Tauben und kleinen Vögeln die Rede war. Also suchte sie Marjam auf, um etwas davon zu erbeten, die ihrer Bitte bereitwillig nachkam und ihr eine Schüssel voller Zwiebeln reichte. Die Alte meinte daraufhin etwas anderes vernommen zu haben, also erklärte Marjam ihr, dass die großen Zwiebeln Gänse, die etwas kleineren Tauben und die ganz kleinen kleine Vögel sind und dies ihre übliche Speise ist. Nachdem die Alte ein richtiges Essen für Marjam zubereitet hatte, begann die darüber Hocherfreute zu singen. Die Alte aber warnte, dass Ahmed ed-Danaf, der Sohn der Schwester des Sultans, der zu dieser Zeit vorbeikommt, sie hören könne und kaum ausgesprochen, war dieser auch schon da. Zusammen mit seinen vierzig Kumpanen beschloss Ahmed ed-Danaf dann ein Loch in die Mauer zu bohren, wobei er jedem seiner Männer eine der Sklavinnen versprach, auf Marjam aber selbst Anspruch erhob. Diese wiederum nahm sich ein Schwert und schlug den durch das Loch schlüpfenden Mannen Ahmed ed-Danafs, einen nach dem anderen, die Köpfe ab.
Tags darauf suchte Marjam, als Mann verkleidet, Ahmed ed-Danaf auf, der sich in einem Kaffeehaus versteckt hatte. Mit einem sanften Schlag auf die Wange, forderte sie ihn auf, sich zusammenzureißen und erklärte, dass sie ihm Marjam am Abend bringen werde. Jedoch ließ sie eine aus türkischem Honig gegossene, ihr gleichende Gestalt zu ihm schicken, die seinen folgenden Gruß nicht erwiderte, sodass der darüber Zornige mit dem Schwert nach der Gestalt schlug, um dann seinen Reinfall zu bemerken. Am nächsten Tag bekam er von der Alten Hilfe angeboten, die sich verkleidete und bei Marjam vorgab die Schwester ihrer Mutter zu sein. Sie bat Marjam ihren Sohn zum Mann zu nehmen, wozu diese sich bereit erklärte und führte sie mitsamt den vierzig Sklavinnen zum Haus des Ahmed ed-Danaf. Als Marjam dann die List erkannte, meinte sie zu Ahmed ed-Danaf, dass sie und die Sklavinnen sich erst waschen wollen, wofür sie ein Seil in dessen Haus spannten und ihre Kleider darauflegten, um Gottes Gebot der Verhüllung zu befolgen. Heimlich gruben sie dann ein Loch in die Wand, durch das sie entkamen.
Zwanzig Tage später versuchte die Alte erneut Marjam zu überlisten, die sie jedoch schlachtete, ihren Magen und Kopf in eine Schüssel legte sowie obendrauf gekochten Reis mit Hammelfleisch platzierte. Danach schickte sie das Gericht zu Ahmed ed-Danaf, der es mit seinen Kumpanen zu verspeisen begann, am Boden angelangt jedoch die Körperteile fand, woraufhin sie allesamt um sich spien. Letztendlich beschloss Marjam doch noch ihn zum Mann zu nehmen, also verkaufte sie ihre Sklavinnen und trug ihm auf, ihr seinen Mut zu beweisen, indem er einen Sack Gold vom Sultan stehlen sollte. Ahmed ed-Danaf willigte ein und bestahl seinen Onkel, wurde aber von Wächtern verfolgt, denen er nur durch die Hilfe eines Fremden entkommen konnten. Da sich der Fremde an der Hand verletzt hatte, gab Ahmed ed-Danaf ihm sein Taschentuch, um die Wunde zu verbinden. Anschließend eilte er heim.
Zu Hause angekommen befragte Marjam ihn zum Verlauf der Tat und Ahmed ed-Danaf prahlte damit ganz alleine gegen wohl tausend Krieger angetreten zu sein. Als Marjam aber ihre verbundene Hand erhob, erkannte er in ihr den Fremden, woraufhin er sie ehrte und eine Hochzeit stattfand. Marjams zurückkehrender Vater zeigte sich darüber höchst erfreut.

## Hintergrund
Das Märchen ist in Enno Littmanns Arabische Märchen (Leipzig 1968) zu finden und erhielt dort den Titel Die Geschichte von Marjam der Beduinin aus dem Hidschâz. Littmann bezeichnete das Märchen als eine Schelmengeschichte, wobei Ahmed ed-Danaf auch als Kumpane von ‘Alî ez-Zaibak und Hasan Schumân in Die Erzählungen aus den tausendundein Nächten (Leipzig 1966, 3. Auflage, VI, S. 704) sowie in heutigen arabischen Erzählungen eine Rolle spiele. Marjam hingegen könne „mit der listigen Dalîla von 1001 Nacht verglichen werden“. Verwandte Erzählungen mit einer namenlosen Heldin und ‘Alî ez-Zaibak als Gegenspieler finden sich in Leonhard Bauers Das palästinische Arabisch (Leipzig 1910, S. 189 ff.) und in G. Bergsträßers Neuaramäische Märchen und andere Texte aus Ma‘lula (Leipzig 1915, S. 81 ff.).